# Alfa Romeo Mille 10P e AU7
Il Mille 10P ed il Mille AU7 sono stati due modelli di autobus prodotti dall'Alfa Romeo dal 1960 al 1964. Il secondo modello è stato l'ultimo autobus ad alta capacità prodotto dall'Alfa Romeo. Dopo il Mille AU7, infatti, la Casa automobilistica di Milano ha prodotto solamente modelli di piccole dimensioni, come scuolabus e autobus aziendali.
Il Mille 10P venne fabbricato nel 1960, e possedeva una carrozzeria portante Casaro Tubocar. Rispetto ai modelli di autobus Alfa Romeo precedenti, il Mille 10P possedeva il servosterzo, l'asse anteriore arretrato e gli sbalzi simmetrici. Le prime due caratteristiche permettevano una migliore guidabilità, dato che consentivano un minore angolo di sterzata nelle curve. Vennero impiegati in molte città italiane, con carrozzerie assemblate da Menarini, Aerfer, Varesina e Pistoiesi (OMFP). A Milano, gli ultimi esemplari vennero radiati nel 1982.
Il Mille AU7 invece fu prodotto dal 1962 al 1964. Anche questo modello possedeva la carrozzeria tipo portante, che era però molto diversa da quella del Mille 10P. Era fabbricata dalla SEAC. La guida era facilitata dall'idrosterzo, di marca ZF. Gli ultimi due veicoli prodotti vennero dotati di trasmissione automatica; il primo esemplare montava un cambio pneumoidraulico Voith, mentre il secondo elettroidraulico ZF. Gli esemplari di questo modello hanno circolato a Milano fino al 1983.

## Diffusione[1]

### Ancona
L'amministrazione provinciale di Ancona ebbe in servizio sulla sua linea per Falconara due Mille AU 10P carrozzati Pistoiesi.

### Avellino
L'AGITA di Avellino ebbe in servizio:
- 2 AU 10P carrozzati Menarini, realizzati nel 1959 e ceduti nel 1963 alla SOMETRA di Salerno;
- 12 AU 10P carrozzati Pistoiesi, realizzati nel 1960, tre dei quali furono ceduti nel 1963 alla SOMETRA di Salerno;
- 1 AU 7T carrozzato Varesina, realizzato nel 1961;
- 1 AI 7P carrozzato Pistoiesi, realizzato nel 1958.

### Genova
L'UITE di Genova ebbe in servizio:
- 40 AU 1P carrozzati Menarini, realizzati nel 1964;
- 10 AU 1P carrozzati Pistoiesi, realizzati nel 1963;

### La Spezia
La FITRAM della Spezia ebbe in servizio 9 Mille AU 10P carrozzati Pistoiesi.

### Mantova
L'APAM di Mantova ebbe in servizio due Mille AU 10P carrozzati Pistoiesi.

### Milano
Le versioni prodotte per l'ATM di Milano, entrambe urbane, furono:
- Modello AU 10P, carrozzata da Casaro: 30 esemplari costruiti nel 1960;
- Modello AU 7T, carrozzata da SEAC (Società Esercizio Autocostruzioni Casaro): 85 esemplari costruiti dal 1962 al 1965.

### Napoli
L'ATAN di Napoli ebbe in servizio:
- 60 AU 7P carrozzati AERFER, realizzati tra il 1961 e il 1962;
- 15 AU 7P carrozzati AERFER, realizzati nel 1962;

### Palermo
La SAIA di Palermo ebbe in servizio 12 Mille AU 10P carrozzati Viberti costruiti nel 1958.

### Roma
L'ATAC di Roma ebbe in servizio:
- 5 AU 10P carrozzati Casaro, realizzati nel 1959;
- 5 AU 10P carrozzati Menarini, realizzati nel 1960;
- 20 AU 1P carrozzati Pistoiesi, realizzati nel 1963;
- 72 AU 1P carrozzati Pistoiesi, realizzati dal 1964 al 1965;
- 10 AU 7P carrozzati Pistoiesi, realizzati nel 1962;
- 16 AI 7T carrozzati Menarini, realizzati nel 1964 e ceduti alla STEFER nel 1976.

### Venezia
L'ACNIL di Venezia ebbe in servizio 4 Mille AU 7P carrozzati Pistoiesi.

### Trieste
L'ACEGAT di Trieste ebbe in servizio 11 Mille AU 7P urbani carrozzati Pistoiesi realizzati nel 1961, 10 con cambio meccanico 4+4+RM con elettroselettore (serie 580-589) ed uno con cambio semiautomatico a tre marce Hydromedia (vettura 590).  
Nel 1970 acquisì dal Servizio Comunale Tranvie (Tram di Opicina, allora in gestione separata) 2 Mille extraurbani costruiti da Romanazzi agli inizi degli anni '60 con un'insolita carrozzeria di stampo americano, vetture 502 e 507.

## Caratteristiche tecniche
I motori installati erano l’Alfa Romeo 1607 e l’Alfa Romeo 1610. Il primo era montato sul Mille AU7 ed era orizzontale sotto il piano di calpestio, mentre il secondo posizionato anteriormente in cabina ed era utilizzato sul Mille 10P. I due propulsori avevano caratteristiche tecniche identiche. I cilindri erano sei. L'alesaggio e la corsa erano, rispettivamente, 125 mm e 150 mm, che portavano la cilindrata totale a 11.050 cm3. La potenza erogata era di 165 CV a 2.000 giri al minuto.
L'alimentazione era a gasolio. Il cambio era meccanico, mentre il volante era posizionato a destra (sui modelli in uso a Genova era posizionato a sinistra). Sugli AU7 Pistoiesi era in posizione paracentrale.